# Bongolava
Bongolava er en region i Madagaskar. Regionshovedstaden er Tsiroanomandidy, hvis befolkning i 2004 blev anslået til 326.600 .

## Geografi
Regionen ligger i den nordvestlige del af Antananarivo provinsen midt på Madagaskar. Den grænser til Betsiboka, Melaky, Menabe, Vakinankaratra, Itasy og Analamanga. Højden ligger mellem 800 og 1.500 moh.
Bongolava er inddelt i to distrikter, Fenoarivobe med administrationsbyen Fenoarivobe og Tsiroanomandidy med administrationsbyen Tsiroanomandidy, og de er igen inddelt i 24 kommuner.

## Eksterne kilder og henvisninger
1. 1 2  >Profile des marchés pour les évaluations d’urgence de la sécurité alimentaire p. 27, Eliane Ralison og Frans Goossens 2006 hentet 5. maj 2009

- Bongolava Arkiveret 17. marts 2008 hos  Wayback Machine (på fransk)

18°46′12″S 46°03′00″Ø / 18.77000°S 46.05000°Ø